# توقف و انصراف
نامه توقف و انصراف سندی است که برای جلوگیری از فعالیت غیرقانونی به شخصی یا کسب و کاری ارسال می‌شود. عبارت «بس کن و دست بردار» عبارت دو کلمه ای قانونی ای است، که از دو کلمه تقریباً مترادف تشکیل شده‌است. این نامه ممکن است هشدار بدهد که اگر گیرنده در مهلت تعیین شده در نامه رفتار مشخص خود را قطع نکرده یا اقدامات خاصی را انجام ندهد، ممکن است از آن طرف یعنی گیرنده نامه شکایت شود. نامه توقف و انصراف هنگامی که توسط یک مقام دولتی صادر می‌شود، «هشدار اجرای قریب الوقوع اجرای قانون قضائی» است، و مناسب تر است «دستور توقف و انصراف» خوانده شود.

## تأثیرات بر گیرندگان
دریافت نامه‌های توقف و انصراف متعدد ممکن است برای گیرنده بسیار گران تمام شود. هر ادعای موجود در این نامه‌ها باید ارزیابی شود و در مورد اینکه آیا به نامه‌ها پاسخ داده شود، "این که نظرات وکیل اخذ شود یا نه، برای یک دادخواست آماده شوند یا  [در مورد نامه‌های مربوط به نقض احتمالی اختراع ثبت اختراع] گزینه‌ها و توسعه فن آوری‌های طراحی لازم است باید در موردش تصمیم‌گیری شود.
نامه‌های توقف و انصراف گاهی برای ترساندن گیرندگان استفاده می‌شود و می‌تواند «ابزاری موثر باشد که توسط شرکت‌ها برای دلسرد کردن سخنان انتقادی سایت‌های منتقد مورد استفاده قرار می‌گیرد».